# Dale DaBone
Dale DaBone, pseudonimo di Dale Newton Rutter (Greensboro, 8 gennaio 1972), è un ex attore pornografico e regista pornografico statunitense.

## Biografia
Scoperto dalla società Adam & Eve con cui ha avuto il primo contratto, Dale DaBone è entrato nell'industria pornografica nel 1998 dove, ritiratosi nel 2003, ha fatto ritorno 7 anni più tardi.
Per l'impatto del suo ritorno nell'industria del cinema per adulti, ha ottenuto il premio come Performer Comeback of the Year dagli XBIZ Awards.
Nel corso della sua carriera ha ottenuto 4 AVN Awards, di cui due come miglior attore.

## Vita privata
Dopo aver abbandonato l'industria pornografica nel 2003, ha viaggiato come maestro di tennis e ha avuto una relazione con la ex giocatrice statunitense Jennifer Capriati fino al 2009.

## Riconoscimenti
AVN Awards
- 2002 - Best Group Sex Scene (film) per Fade to Black con Taylor Hayes e Taylor St. Clair[5]
- 2003 - Best Actor - Video per Betrayed By Beauty[6]
- 2004 – Best Group Sex Scene (film) per Looking In con Dru Berrymore, AnneMarie, Taylor St. Claire, Savanna Samson, Mickey G., Steven St. Croix[7]
- 2012 - Best Actor per Elvis XXX: A Porn Parody[8]

XBIZ Awards
- 2011 - Performer Comeback of the Year[9]

XRCO Awards
- 2011 - Best Cumback[10]